# Präsidentschaftswahl in Kroatien 2000
Die Präsidentschaftswahl in Kroatien 2000 fand am 24. Januar (1. Wahlgang) und 7. Februar (Stichwahl) statt.

## Ergebnis
| Kandidaten                                                                   | Kandidaten         | Parteien                                                                | 1. Wahlgang | 1. Wahlgang | 2. Wahlgang | 2. Wahlgang |
| Kandidaten                                                                   | Kandidaten         | Parteien                                                                | Stimmen     | %           | Stimmen     | %           |
| ---------------------------------------------------------------------------- | ------------------ | ----------------------------------------------------------------------- | ----------- | ----------- | ----------- | ----------- |
|                                                                              | Stjepan Mesić      | Hrvatska narodna stranka                                                | 1.100.846   | 41,3        | 1.433.372   | 56,0        |
|                                                                              | Dražen Budiša      | Kroatische Sozial-Liberale Partei – Socijaldemokratska partija Hrvatske | 741.911     | 27,8        | 1.125.969   | 44,0        |
|                                                                              | Mate Granić        | Hrvatska demokratska zajednica                                          | 601.608     | 22,6        |             |             |
|                                                                              | Slaven Letica      | Parteilos                                                               | 110.785     | 4,2         |             |             |
|                                                                              | Anto Đapić         | Hrvatska stranka prava                                                  | 49.290      | 1,8         |             |             |
|                                                                              | Ante Ledić         | Parteilos                                                               | 22.876      | 0,9         |             |             |
|                                                                              | Tomislav Merčep    | Hrvatska pučka stranka                                                  | 22.674      | 0,9         |             |             |
|                                                                              | Ante Prkačin       | Nova Hrvatska                                                           | 7.401       | 0,3         |             |             |
|                                                                              | Zvonimir Šeparović | Parteilos                                                               | 7.237       | 0,3         |             |             |
| Gesamt                                                                       | Gesamt             | Gesamt                                                                  | 2.664.628   | 100         | 2.559.341   | 100         |
|                                                                              |                    |                                                                         |             |             |             |             |
| Ungültige Stimmen                                                            | Ungültige Stimmen  | Ungültige Stimmen                                                       | 13.217      | 0,5         | 29.779      | 1,2         |
| Wähler                                                                       | Wähler             | Wähler                                                                  | 2.677.845   | 63,0        | 2.589.120   | 60,9        |
| Wahlberechtigte                                                              | Wahlberechtigte    | Wahlberechtigte                                                         | 4.252.743   |             | 4.252.921   |             |
|                                                                              |                    |                                                                         |             |             |             |             |
| Quellen: Državni zavod za statistiku – Wahlen in postsozialistischen Staaten |                    |                                                                         |             |             |             |             |